# Villy Haugen
Villy Haugen (n. 27 septembrie 1944, Comuna Leksvik, Nord-Trøndelag, Norvegia) este un patinator de viteză ce a reprezentat Norvegia, medaliat olimpic. A participat la o ediție a Jocurilor Olimpice (1964) în care a câștigat o medalie de bronz.

## Participări
Lista de mai jos prezintă principalele competiții la care a participat Villy Haugen de-a lungul carierei.
- speed skating at the 1964 Winter Olympics – men's 1500 metres[*]